# Кікінг-Горс (перевал)
Перевал Кікінг-Горс (висота 1627 м н. р. м.) — високий гірський перевал через континентальний вододіл Америки в Канадських Скелястих горах на кордоні Альберти і Британської Колумбії, що лежить у межах національних парків Його та Банф. Національне історичне місце Канади, перевал має історичне значення, оскільки основна лінія Канадської тихоокеанської залізниці (CPR) у 1884 році була побудована між курортом на озері Луіз та містечком Філд, використовуючи цей маршрут, на відміну від планованого маршруту через північніший перевал Єлловгед.
Вперше перевал був досліджений європейцями в 1858 році експедицією під проводом капітана Джона Паллізера. Перевал та поблизька річка Кікінг-Горс отримали свої назви після того, як Джеймса Гектора, натураліста, геолога та хірурга, який був членом експедиції, під час вивчення регіону, вдарив копитами його кінь, що спричинило кількагодинну втрату притомності:136; причому, за легендою, супутники вже навіть вирили могилу непритомному натуралісту.
Оригінальний маршрут Тихоокеанської залізниці між найвищою точкою перевалу біля озера Вапта вздовж полонини, відомої як «Великий пагорб», проходив по місцевості з переважним градієнтом схилу 4,5 відсотка, який був найкрутішою ділянкою магістральної залізниці в Північній Америці.
Через часті аварії та вартість додаткових штовхачів, необхідних для супроводу поїздів на перевалі, залізниця обладнала пару спіральних тунелів у 1909 році, які замінили прямий маршрут. Хоча ці тунелі додають маршруту кілька кілометрів, крутизну ухилу було знижено до більш прийнятних 2,2 відсотка. Аварії все ще трапляються, як це сталось, коли потяг, що зійшов з рейок у 2019 році, забрав життя трьох співробітників Канадської тихоокеанської залізниці.
Трансканадське шосе пройшло через перевал у 1962 р., по суті, за оригінальним маршрутом залізниці. Воно досягає найвищої точки на перевалі Кікінг-Горс з висотою 1643 м н. р. м..
Через перевал Кікінг-Горс проходить веломаршрут «Золотий трикутник».
Потічок Дівайд-Крик розгалужується на обидва боки континентального вододілу, що проходить перевалом Кікінг-Горс.

## Зображення

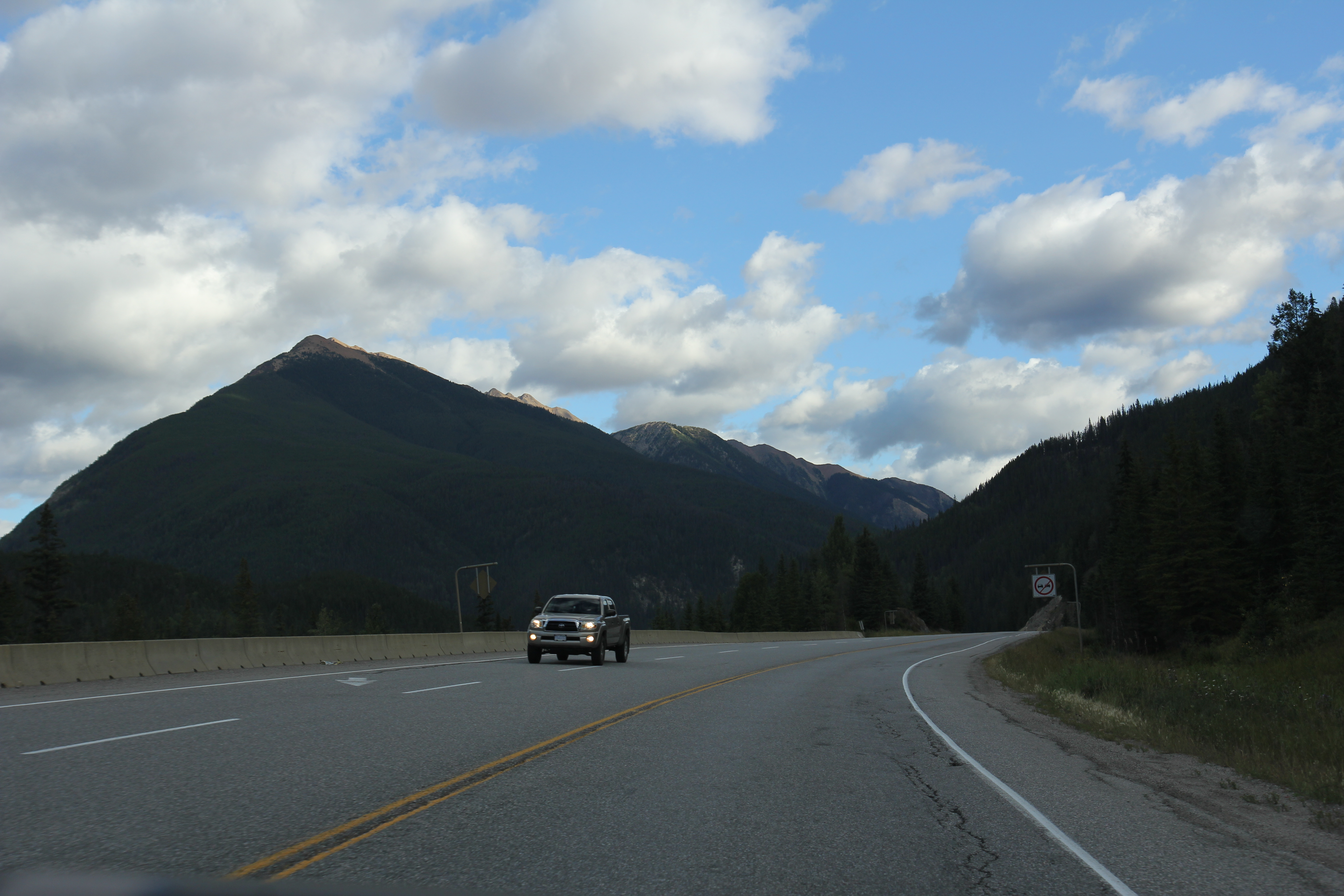
Вигляд на східну частину перевалу Кікінг-Горс із Трансканадського шосе
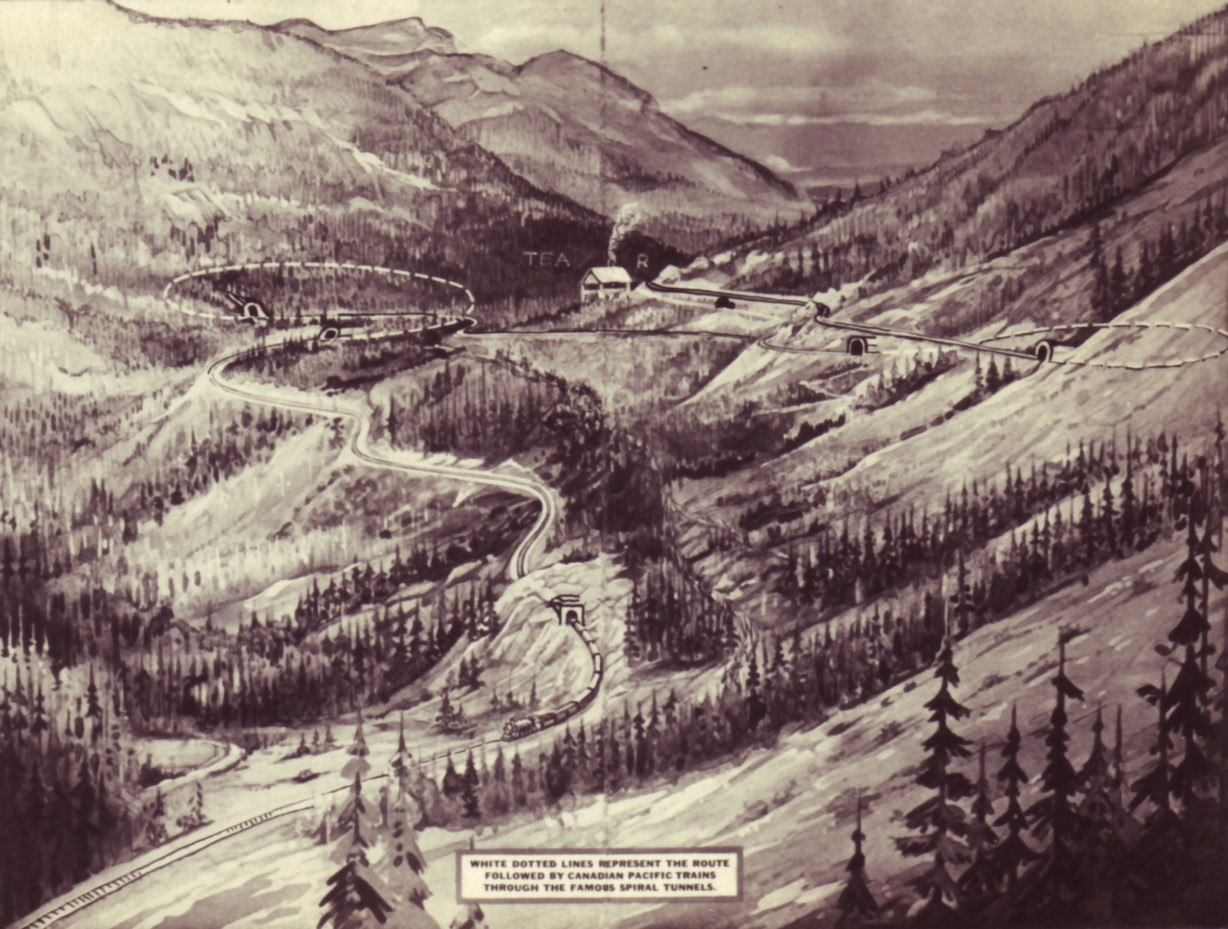
«Великий пагорб» на канадській Тихоокеанській залізниці. Панорама тунелів із заходу, 1908

## Зовнішні посилання
- Масштабована мапа перевалу Кікінґ-Горс, що показує залізницю [Архівовано 4 березня 2016 у Wayback Machine.]
- Відео HD для проекту Ten Mile Hill [Архівовано 2 березня 2020 у Wayback Machine.]
- Записи аудіокниг LibriVox [Архівовано 16 квітня 2021 у Wayback Machine.]